# Glyptoscelis cryptica
Glyptoscelis cryptica är en skalbaggsart som först beskrevs av Thomas Say 1824.  Glyptoscelis cryptica ingår i släktet Glyptoscelis och familjen bladbaggar. Inga underarter finns listade i Catalogue of Life.